# عنان (الرين)
عنان، هي مركز من فئة (أ) تقع في محافظة الرين، والتابعة لمنطقة الرياض في السعودية. وتبعد عنان عن محافظة الرين بمسافة تقارب (40) كم وعن محافظة القويعية 12كم .